# واسیله نیتسولسکو
واسیله نیتسولسکو (رومانیایی: Vasile Nițulescu؛ زاده ۲۵ مارس ۱۹۲۵ – ۱۱ فوریه ۱۹۹۱) بازیگر اهل رومانی بود.

## گزیدهٔ نقش‌آفرینی‌ها

### سینما
- گرز سه نشان (۱۹۷۷)
- سرنوشت بد (۱۹۷۶)
- کمیسر متهم می‌کند (۱۹۷۳)

### تلویزیون
- بادبان‌های برافراشته (۱۹۷۷)